# 地縛靈
地縛靈是無法接受或不知道自己死亡，停留在死時的土地或建筑物之靈。或是對該土地有特別理由而停留的亡靈。

## 概要
因戰爭、事故、災害等突發事件，或因為懷有憎恨等情感而死去，無法接受自己的死。又因自殺者不知道自己實際上已經死去，而重複自殺的動作。這些靈在擁有「死的自覺」之前，會作為地縛靈停留在當地。

## 脚注
1. ↑  大辞泉
2. ↑  大辞林
3. 1 2  スピリチュアリズム・サークル心の道場. . スピリチュアリズム・サークル心の道場. 1995: pp.131–134.

## 關連項目
- 萬應公
- 地基主
- 浮遊靈
- 亡靈

## 外部連結
- Ghost Lab Glossary of Terms （页面存档备份，存于）
- Ghost Hunters HQ Glossary （页面存档备份，存于）